# 장기 토후국
장기 토후국 또는 장기 왕조(아랍어: زنكيون 장기윤[*]), 혹은 단순히 장기국(고아나톨리아 튀르크어:ظانغى دولتی, 튀르키예어: Zengî Devleti 젱기 데블레티[*], 아랍어: الدولة الزنكية 앗 다울라 알 진키야[*])은 투르크계 무슬림 왕조이다. 이 왕조는 이라크 북부와 시리아를 12세기에서 13세기까지 통치했다. 공식적인 국명은 모술, 알레포, 다마스쿠스의 아타베그국(아랍어: أتابكة الموصل وحلب ودمشق)이다.

## 역사
이 왕조의 창시자는 1127년 셀주크 제국, 모술의 총독이자 아타베그였던 이마드 앗딘 장기(일명 장기)이다. 장기는 시리아 북부와 이라크의 투르크 인들 사이에서 상당히 빠르게 유력자가 되었다. 그리고 약간의 분쟁 끝에 1128년 아르투크 왕조의 에미르들에게서 알레포를 빼앗았다. 1144년에는 에데사 백국을 십자군들에게서 빼앗았다. 이 위업들은 장기를 무슬림 세계의 영웅으로 만들어 주었다. 그러나 2년후인 1146년, 장기는 노예에게 암살 당했다.
장기의 죽음 이후, 그의 영지는 분할되어 모술과 이라크는 장기의 장자인 사이프 앗딘 가지 1세에게, 알레포와 에데사는 장기의 두 번째 아들인 누르 앗딘 마흐무드에게 넘어갔다. 누르 앗 딘은 자신이 장기만큼이나 유능하다는 것을 입증했다. 1149년 누르 앗 딘은 전투에서 안티오키아 공국의 공작 레몽에게 승리했고, 그를 죽였다. 그 다음해에 누르 앗 딘은 장기가 정복하지 못한 에데사 백국의 영토인 유프라테스강 서쪽의 영토를 점령했다. 1154년에 누르 앗 딘은 부리 왕조의 에미르들이 다스리는 다마스커스를 점령했다.
다마스커스를 통치하는 누르 앗 딘의 성공은 계속되었다. 또다른 안티오키아의 왕자인 샤티용의 레이날드를 사로잡고, 크게 약화된 안티오키아 공국의 영토를 빼앗았다. 1160년대에는 누르 앗 딘의 관심은 자신에게 도움을 청한 이집트의 파티마 왕조(와, 그와 관련돼서 경쟁하던 아말릭 1세(예루살렘 왕국의 왕)에게 가있었다. 결국 1169년, 누르 앗 딘의 쿠르드인 장군 시르쿠는 이집트를 점령했다. 그러나 시르쿠의 조카이자 후계자이며, 이집트의 총독인 살라흐 앗딘 유수프 이븐 아이유브(일명 살라딘)이 누르 앗 딘의 지배를 거부했다.
누르 앗 딘은 그 자신이 급작스레 죽음을 맞은 1174년까지 살라흐 앗 딘의 지배하에 있는 이집트를 침공하기 위해 준비했다. 누르 앗딘의 아들이자 후계자인 앗살리흐 이스마일은 당시 소년(11세)이였으며, 알레포에 억류되어 있다가, 1181년에 모술의 아타베그에게 살해당했다. 2년 후 살라흐 앗 딘은 알레포를 정복했고, 장기 왕조의 시리아 통치는 그렇게 끝이 났다.
장기 왕조의 왕자들은 12세기 말까지 북부 이라크를 통치했으며, 1234년까지는 모술을 통치했다. 1235년부터는 북부 이라크와 모술에서 철수하여 남부 이라크만 1250년까지 계속 통치했다.

## 장기 왕조의 통치자들

### 아타베그이자 모술의 아미르
- 이마드 앗딘 장기 1세 (1127~1146)
- 사이프 앗딘 가지 1세 (1146~1149)
- 쿠틉 앗딘 마우두드 (1149~1170)
- 사이프 앗딘 가지 2세 (1170~1180)
- 이즈 앗딘 마수드 1세 (1180~1193)
- 누르 앗딘 아르슬란 샤 1세 (1193~1211)
- 이즈 앗딘 마수드 2세 (1211~1218)
- 누르 앗딘 아르슬란 샤 2세 (1218~1219)
- 나시르 앗딘 마흐무드 (1219~1234)

### 알레포의 아미르
- 이마드 앗 딘 장기 1세 (1128~1146)
- 누르 앗딘 마흐무드 (1146~1174)
- 앗살리흐 이스마일 (1174~1181)
- 이즈 앗딘 마수드 1세 (1181~1182)
- 이마드 앗딘 장기 2세 (1182~1183)

### 다마스쿠스의 아미르
- 누르 앗딘 마흐무드 (1154~1174)
- 앗살리흐 이스마일 (1174)

### 신자르(이라크 북부에 위치함)의 아미르
- 이마드 앗딘 장기 2세 (1171~1197)
- 쿠틉 앗딘 무함마드 (1197~1219)
- 이마드 앗딘 샤한샤 (1219~1220)
- 자랄 앗딘 마흐무드 (1219~1220)
- 파스 앗딘 우마르 (1219~1220)

### 장기 왕조의 자지라(이라크 북부에 위치함)의 아미르
- 무이즈 앗딘 산자르 샤 (1180~1208)
- 무이즈 앗딘 마흐무드 (1208~1241)
- 마흐무드 알말릭 알자히르 (1241~1250)